# Cilus gilberti
La corvina (Cilus gilberti) es una especie de pez de la familia Sciaenidae.

## Morfología
Los machos pueden llegar alcanzar los 120 cm de longitud total, registrándose ejemplares de hasta 24 kg.

## Hábitat
Habita en suelos arenosos a profundidades desde los 5 hasta los 50 metros.

## Distribución geográfica
Se encuentra en el Pacífico suroriental: el Perú, Chile, Ecuador, Colombia y Panamá.

## Uso comercial
En Sudamérica es considerado un pez de primera categoría en la mesa. 